# Władysław Pawlica
Władysław Pawlica (ur. 28 maja 1886 w Poroninie, zm. 20 grudnia 1919 w Krakowie) – polski badacz skał, petrograf i mineralog, taternik, narciarz, turysta i fotograf. Pracownik Państwowego Instytutu Geologicznego. Specjalista w zakresie tatrzańskich skał krystalicznych.

## Biogram
Był synem Franciszka Pawlicy (1854-1926) przewodniczącego Związku Górali. W 1908 ukończył studia na UJ pod kierunkiem profesora Józefa Morozewicza. W latach 1908–1913 do czasu obrony doktoratu był asystentem przy katedrze mineralogii UJ. W 1907 skończył kurs narciarstwa pod kierunkiem Mariusza Zaruskiego. W 1908 wraz z Walerym Goetlem zaliczył 1 zimowe wejście na nartach na Babią Górę. W kolejnych latach brał udział w innych zimowych wejściach na kolejne szczyty, będąc również jednym z inicjatorów powstania AZS-u i jego narciarskiej sekcji, której był przewodniczącym w latach 1909–1910 oraz 1912-1914. W trakcie wypraw górskich wykonywał zdjęcia, które zostały opublikowane w albumie W górach – ku pamięci Władysława Pawlicy wydanym w Krakowie w 10 rocznicę śmierci w 1929. W 1918 objął stanowisko geologa w Państwowym Instytucie Geologicznym, będąc specjalistą z zakresu tatrzańskich skał krystalicznych. Zmarł przedwcześnie w wieku 33 lat, został pochowany w grobowcu rodzinnym w Zakopanem.